# آنا من فوا-كاندال
آنا من فوا-كاندال (1484 - 26 يوليو 1506) هي ملكة المجر وبوهيميا قرينة بكونها الزوجة الثالثة لـ فلاديسلاف الثاني، هي حفيدة إليانور من نافارا وغاستون الرابع، كونت فوا، وأيضا والدة لويس الثاني ملك المجر وآنا ياغيلون ملكة بوهيميا والمجر قرينة.